# Маячковая лампа

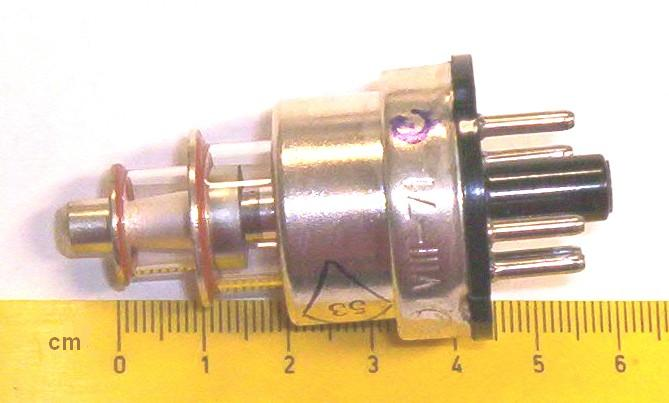

Маячковая лампа — радиолампа (обычно триод), предназначенная для работы на частотах до 3,3 ГГц. В маячковых лампах вместо штырьевых выводов электродов используются выводы в виде плоских металлических дисков, а расстояния между самими электродами достаточно малы (доли миллиметров). Такая конструкция лампы позволяет значительно уменьшить межэлектродные ёмкости и индуктивность выводов, а также использовать лампы в составе коаксиальных колебательных систем.
Маячковыми обычно называют лампы, имеющие стеклянный корпус. Такие лампы не позволяли работать с сигналами большой мощности — выходная мощность генераторов на маячковых лампах обычно не превышала 30—150 мвт. Для генерации сигналов большой мощности в дальнейшем стали использовать металлокерамические лампы, а из маломощных устройств маячковые лампы были вытеснены транзисторами.